# Sternophysinx alba
Sternophysinx alba is een vlokreeftensoort uit de familie van de Sternophysingidae. De wetenschappelijke naam van de soort is voor het eerst geldig gepubliceerd in 1981 door Griffiths.